# Neseser (rzeźba)

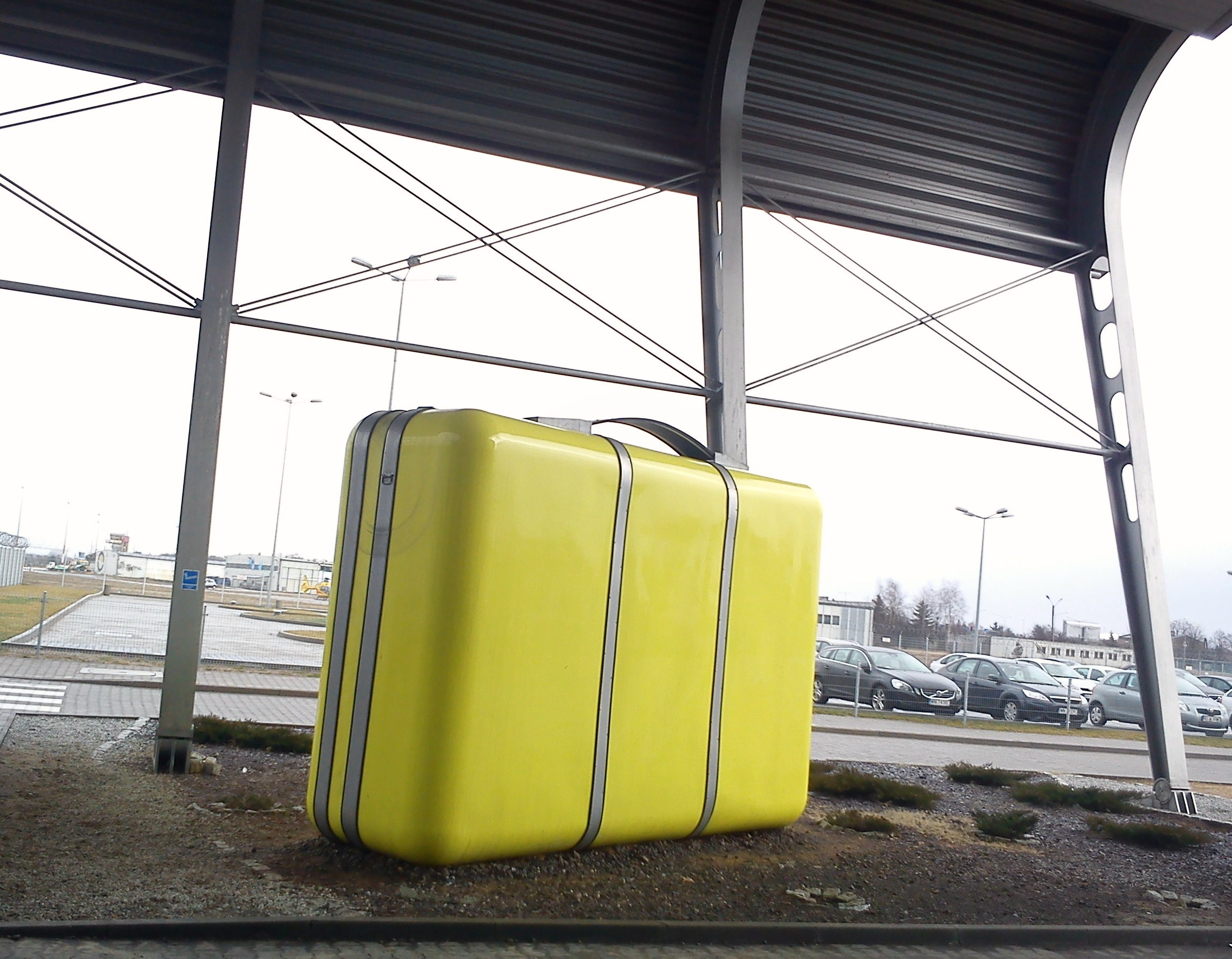
Neseser

Neseser – rzeźba plenerowa zlokalizowana na lotnisku Ławica w Poznaniu, na wschód od terminalu, przy wejściu bocznym.

## Historia
Autorem dzieła o wymiarach 4,5 × 3 × 1,5 m był Maciej Kurak, laureat Paszportu Polityki w kategorii sztuk wizualnych. Obiekt jest wierną kopią jaskrawocytrynowego nesesera, czy też walizki podróżnej z przymocowaną informacją (plakietką) o właścicielu (Kurak), mającą rozmiar 10 cm.
Rzeźbę zakupili za 150 000 złotych Wojewódzka Biblioteka Publiczna w Poznaniu oraz Centrum Animacji Kultury i przekazali do kolekcji Wielkopolskiego Towarzystwa Zachęty Sztuk Pięknych w ramach projektu Poznań – miasto sztuki. Lotnisko jest od 22 października 2009 depozytariuszem dzieła.

## Interpretacja
Według autora rzeźba obrazuje jeden z podstawowych problemów rozwoju społeczeństwa konsumpcyjnego – gromadzenie nadmiernej ilości niepotrzebnych dóbr, a potem ich przewożenie w ramach łatwego i powszechnie dostępnego procesu podróży tanimi liniami lotniczymi, szybką koleją, czy samochodami prywatnymi. Neseser wypakowany wielką liczbą przedmiotów okazał się w tym wypadku tak duży, że nie zmieścił się w terminalu i musiał pozostać na zewnątrz. Duża liczba przedmiotów okazała się być nie udogodnieniem, ale ciężarem, hamulcem dla przemieszczania i rozwoju.
Kurak za pomocą swojego dzieła zadaje pytanie o podstawowy sens gromadzenia – nie tylko dóbr materialnych, ale też informacji i encyklopedycznej wiedzy ze wszystkich możliwych źródeł i dziedzin. Zastanawia się, czy ciągła akumulacja wszystkiego jest konieczna i pożądana, czy jest tylko kompulsywnym zachowaniem o podłożu lękowym.

## Inne rzeźby
Na lotnisku w Poznaniu stoją jeszcze dwie rzeźby:
- Lotus Eaters autorstwa Piotra Kurki,
- Life is a Story autorstwa Izabelli Gustowskiej.

Przed starym terminalem znajduje się natomiast Pomnik Zdobywców Lotniska Ławica z 1984 autorstwa Jerzego Sobocińskiego i Saturnina Skubiszyńskiego.